# Wolfgang Schwarz (Publizist)
Wolfgang Schwarz (* 1952 in Halle (Saale)) ist ein deutscher Sachbuchautor.

## Leben

### Herkunft und Ausbildung
Wolfgang (Waldemar Alfons) Schwarz wurde 1952 in Halle (Saale) geboren. Nach dem Abitur 1971 (August-Hermann-Francke-Oberschule, altsprachlicher Zweig) und Ableistung des Grundwehrdienstes (1971–1973) bei den  Grenztruppen der NVA studierte er (1973–1978) Staatswissenschaften/Außenpolitik am Institut für internationale Beziehungen (IIB) der  Akademie für Staats- und Rechtswissenschaft der DDR in Potsdam-Babelsberg.

### Laufbahn
Mit dem Diplom 1978 wurde Schwarz wissenschaftlicher Mitarbeiter am Institut für Internationale Politik und Wirtschaft der DDR (IPW) in Berlin – zunächst in der Hauptabteilung II (Politik), dann leitender wissenschaftlicher Mitarbeiter und ab 1985 als persönlicher Mitarbeiter beim Institutsdirektor Max Schmidt. Am IPW wurde Schwarz 1984 zum ersten akademischen Titel Doktor der Politikwissenschaft (Dr. rer. pol.) promoviert; 1988 folgte die Promotions-/Habilitationsschrift B zum Doktor der Politikwissenschaften (Dr. sc. pol.).
Schwarz wurde 1988 als Mitglied in den Wissenschaftlichen Rat für Friedensforschung an der Akademie der Wissenschaften der DDR berufen. 1989/90 war er Mitglied der Kommission zur Ausarbeitung einer neuen Militärdoktrin der DDR.
Nach der Volkskammerwahl 1990 wechselte Schwarz ins Amt des letzten Ministerpräsidenten der DDR, Lothar de Maizière, und fungierte dort bis zur deutschen Wiedervereinigung als stellvertretender Abteilungsleiter für Außen- und Sicherheitspolitik.
Von 1991 bis 2010 war Schwarz in privatwirtschaftlichen Unternehmen tätig.

### Auszeichnungen in der DDR
- 1971 Lessing-Medaille in Gold,
- 1971 Artur-Becker-Medaille in Silber,
- 1986 Verdienstmedaille der Nationalen Volksarmee in Silber.

## Autor
Seit 1980 publizierte Schwarz kontinuierlich in der Monatszeitschrift IPW-Berichte zu internationalen Fragen, mit Schwerpunkt auf Friedens- und Sicherheitspolitik; ab 1985 häufig in Ko-Autorenschaft mit dem Institutsdirektor. Er war als Einzelautor an Kapiteln von  entsprechenden IPW-Sammelbänden beteiligt. Ende der 1980er Jahre veröffentlichte er in der Wochenzeitschrift Die Weltbühne und in Tageszeitungen der DDR sowie in der politischen Wochenzeitschrift Horizont (bis 1991).
Im Jahre 2008 hat Schwarz, auf Einladung der damaligen Das Blättchen-Redaktion, seine publizistische Tätigkeit zu aktuellen friedens- und sicherheitspolitischen Problemen wiederaufgenommen. Er  war 2009 maßgeblich am Relaunch des Magazins Das Blättchen – Zweiwochenschrift für Politik, Kunst und Wirtschaft, nunmehr als nicht-kommerzielles Online-Projekt,  beteiligt, nachdem dessen Vorgängerversion (print) 2009 aus wirtschaftlichen Gründen eingestellt werden musste. Er arbeitet seit 2010 im Blättchen-Redaktionsteam.
Darüber hinaus publiziert Schwarz als berufener Senior Research Fellow im WeltTrends-Institut für Internationale Politik (IIP) in der außenpolitischen Zeitschrift „WeltTrends“, zu deren wissenschaftlichen Beirat er gehört.

## Veröffentlichungen (Auswahl)
- Gegenseitige Angriffsunfähigkeit zwischen NATO und Warschauer Vertrag. Berlin 1989, ISBN 3-327-00719-5. 47 S. (slub-dresden)

- Herausgeber und Autor
  - NATO, 1990: keinen Zoll nach Osten – eine Nachlese.[10]
  - No First Use: Irrweg, Ausweg – oder …?[11]
  - Die Causa Häber.[12]
  - Kernwaffen, nukleare Abschreckung und die internationale Sicherheit (15 Thesen, kommentiert).[13]
  - Neues sicherheitspolitisches Denken in der der DDR (1979-1990). IPW-Teilstudie.[14]
  - „… hinten, weit, in der Türkei“: Pakistan – die etwas andere Atommacht.[15]

- Autorenbeiträge in Sammelbänden:
  - Nachruf auf Egon Bahr. In: Egon Bahr, Lutz Riemann, Frank Schumann (Hrsg.): Annäherung durch Wandel. Kalter Krieg und späte Freundschaft. Berlin 2022, ISBN 978-3-360-02806-8. 238 S.[16]
  - Gemeinsame Sicherheit mit Russland: Kern einer europäischen Friedensordnung. In: Peter Brandt, Reiner Braun, Michael Müller (Hrsg.): Frieden! Jetzt! Überall! Ein Aufruf. Frankfurt/M. 2019, ISBN 978-3-86489-249-3. 336 S.
  - Frieden und Abschreckung. In: Hans J. Gießmann, Bernhard Rinke (Hrsg.): Handbuch Frieden. (2. Auflage), Heidelberg 2019. ISBN 978-3-658-23643-4.
  - Beim nächsten Anlauf: Endlich Sicherheitspartnerschaft! In: Raimund Krämer (Hrsg.): Jenseits der Konfrontation. Für eine Neugestaltung der Beziehungen zwischen der EU und Russland. WeltTrends, Potsdam 2018, ISBN 978-3-947802-21-0, S. 75–79
  - Mit Max Schmidt: Die Kriegsuntauglichkeit Europas und die Notwendigkeit gegenseitiger Angriffsunfähigkeit von NATO und Warschauer Vertrag. In: Bernhard Gonnermann, Alfred Mechtersheimer: Verwundbarer Frieden. Zwang zu gemeinsamer Sicherheit für die Industriegesellschaften Europas. Berlin 1990, ISBN 3-327-01049-8.
  - Mit Max Schmidt: Von der nuklearen Abschreckung zur Gemeinsamen Sicherheit. In: Dieter S. Lutz, Elmar Schmähling (Hrsg.): Gemeinsame Sicherheit. Band V: Internationale Diskussion. (Militär, Rüstung, Sicherheit, Band 44), Baden-Baden 1990.
  - Mit Klaus Benjowski: Militärische Aspekte der Sicherheit – gemeinsame Sicherheit statt Abschreckung.[17]
  - Strukturelle Angriffsunfähigkeit in Europa. Erfordernisse, Konzepte, Hemmnisse. In: IPW-Forschungshefte, Heft 2, Berlin 1989, ISSN 0323-3901. 128 S. (slub-dresden)
  - Imperialistische Aktivitäten zur Ausweitung des NATO-Aktionsraumes. Motive, Probleme, Konsequenzen. In: Institut für Internationale Politik und Wirtschaft der DDR: IPW-Forschungshefte, 20.1, Berlin 1985, ISSN 0323-3901. 128 S. (slub-dresden)
  - Die politische Entspannung und die Entwicklung des militärischen Ost-West-Kräfteverhältnisses in den siebziger Jahren.[18] In: ebenda.
  - AirLand Battle – die neue Heeres-Doktrin der USA und ihre Umsetzung innerhalb der NATO.[18]

- Autorenbeiträge in der Zweiwochenschrift Das Blättchen:
  - Atomare Verteidigungsunion Europa?[19]
  - NATO und Ukraine – Denkspiele.[20]
  - Nationale (Un-)Sicherheitsstrategie.[21]
  - Bei Existenzgefährdung – Atomkrieg.[22]
  - Zur konventionellen Überlegenheit der NATO gegenüber Russland nebst einigen Anmerkungen für den Kriegsfall.[23]
  - Conventional Prompt Global Strike – die russische Antwort.[24]
  - Bundeswehr und Heimatverteidigung.[25]
  - Deutsche Abrüstungspolitik – unter „ferner liefen“.[26]
  - Der Westen & Russland – zum Diskurs. 35 Beiträge.[27]
  - Taktische Kernwaffen: It takes two to tango. Teil I, Teil II und Nachtrag.[28]
  - Rußland beim Wort nehmen.[29]
  - Raketenabwehrschach.[30]
  - Die ausgestreckte Hand.[31]